# В цирульне
В цирульне — рассказ Антона Павловича Чехова. Написан в 1883 году, впервые опубликован в 1883 году в журнале «Зритель» № 10 от 7 февраля под заглавием «Драма в цирульне» и подписью: Человек без селезёнки.

## Публикации
Рассказ А. П. Чехова «В цирульне» написан в 1883 году, впервые опубликован в 1883 году в журнале «Зритель» № 10 от 7 февраля под заглавием «Драма в цирульне» и подписью: Человек без селезёнки, рассказ вошёл в собрание сочинений А. П. Чехова, издаваемое А. Ф. Марксом.
Для собрания сочинений автор изменил в рассказе образы персонажей и их язык.
При жизни Чехова рассказ переводился на венгерский, немецкий, польский, сербскохорватский, финский, чешский и шведский языки.

## Сюжет
С раннего утра хозяин цирульни у Калужских ворот, Макар Кузьмич Блесткин, занимается уборкой заведения — маленькой цирульни. Дернув колокольчик, входит крёстный отец Макара Кузьмича, Эраст Иваныч Ягодов. Он занимается слесарством и пришёл сюда аж от Красного пруда.
Ягодов жалуется на горячку, после которой решил подстричься и просит, чтобы наголо, как у татарина. Хозяин его стрижёт. В разговоре выясняется, что Ягодов просватал дочку за Шейкина, но к ней имел чувства и Макар Кузьмич. Он недоумевает, как такое может быть, ведь после смерти отца Макара Кузьмича, Ягодов взял у него диван и десять рублей денег и назад не вернул.
Ягодов срамит Макара Кузьмича: «Какой же ты жених, Макар? Нешто ты жених? Ни денег, ни звания, ремесло пустяшное…». У Шейкина же «в залоге лежит полторы тысячи».
От такого известия Макар Кузьмич больше не может стричь и просит Ягодова удалиться. У Эраста Иваныча половина головы осталась выстрижена догола, и он стал похож на каторжника. Он окутывает голову шалью и уходит. Но на другой день опять приходит и просит его достричь. Однако Макар Кузьмич просит оплатить заранее работу. Такой оборот дела не нравится пришедшему — стрижку за деньги он считает роскошью. Он молча уходит и ждёт, когда на остриженной половине волосы сами вырастут. Таким остриженным на половину он и гулял на свадьбе своей дочери.

## Экранизация
- В 1970 году на Свердловской киностудии был снят телефильм «Драма в цирюльне», режиссёр М. Шаров
- В 1977 году по мотивам рассказов А. П. Чехова, включая рассказ «В цирульне» на Мосфильме снят художественный фильм «Смешные люди!». Сценарий и постановка — Михаила Швейцера. Роль парикмахера Макара играет Валерий Золотухин, роль Ягодова, крёстного Макарушки — Евгений Перов.

## Издания
- Чехов А. П. В цирульне // Чехов А. П. Полное собрание сочинений и писем: В 30 т. Сочинения: В 18 т. / АН СССР. Ин-т мировой лит. им. А. М. Горького. — М.: Наука, 1974—1982.
- Anton Čechov, Racconti; traduzione di Agostino Villa, Vol. I, Torino: Einaudi, 1950
- Anton Čechov, Tutte le novelle, Vol. I: Teste in fermento; introduzione e traduzione di Alfredo Polledro, Milano: Biblioteca Universale Rizzoli, 1951
- Anton Čechov, Racconti e novelle; a cura di Giuseppe Zamboni; traduzione di Giovanni Fccioli, introduzione di Emilio Cecchi; appendice critica a cura di Maria Bianca Luporini, Coll. I grandi classici stranieri, Firenze: G. C. Sansoni, 1963, Vol. I, pp. 10–14
- Anton P. Čechov, Tutti i racconti, Vol. I: Primi racconti: 1880—1885; a cura di Eridano Bazzarelli, Coll. I grandi scrittori di ogni paese, Serie russa, Tutte le opere di Čechov, Milano: Mursia, 1963
- A. Cechov, Opere, Vol. 1: Romanzi brevi e racconti: 1880—1884; a cura di Fausto Malcovati; traduzione di Monica Gattini Barnabò, Roma: Editori Riuniti, 1984, ISBN 88-359-2699-8